# 湖の乙女

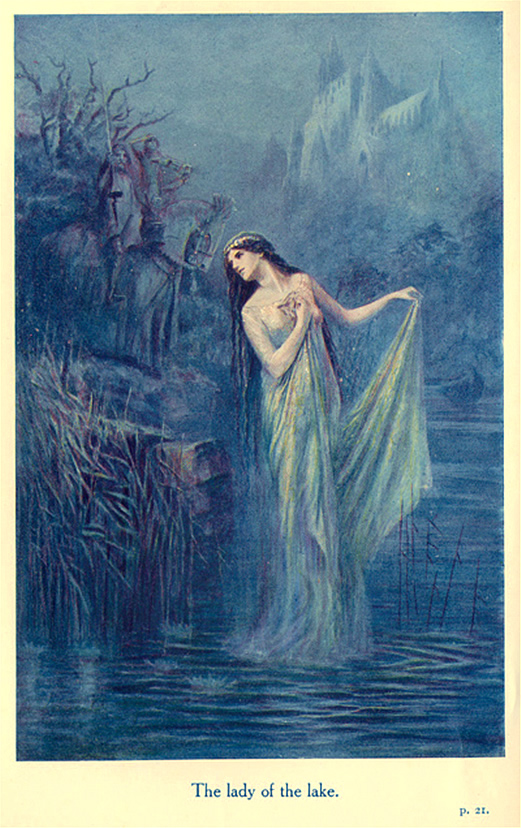
湖の乙女と円卓の騎士ランスロット (スピード・ランスロット, 1912)

湖の乙女（英: Lady of the Lake）は、アーサー王伝説に登場する人物。「湖の姫」、「湖の精」や「湖の貴婦人（ダーム・デュ・ラック、フランス語: Dame du Lac）」など別名もある。

## 名前・来歴
名前としては、ヴィヴィアン（Viviane）、ニミュエ（Nimue）、エレイン（Elaine）、ニニアン（Niniane）、ニマーヌ（Nimane）、ニニュー（Nyneue）、ニヴィアン（Nivian）、ニムエ（Nimueh）など様々な名前が当てられている。謎が比較的多く、「湖の乙女」は個人の名称だと考えるよりも、これら複数の人物をまとめて呼ぶときの呼び名と考えた方が説明がしやすいと思われる。
初期の騎士物語では水の妖精という不思議な存在。後に魔術で作り出した幻の湖の中に立つ城で暮らしている美しく高貴な魔法使いへ変更。トマス・マロリーによる『アーサー王の死』（Le Morte d'Arthur）では水の妖精と人間の中間のような存在であって、基本的に円卓の騎士の一人であるランスロットの守護妖精「ヴィヴィアン」で統一されている。また、魔女のニムエは異界の威嚇的な力の化身とも言われる。

## アーサー王の死における湖の乙女
『アーサー王の死』における「湖の乙女」の行動をほぼ時系列順に紹介する。

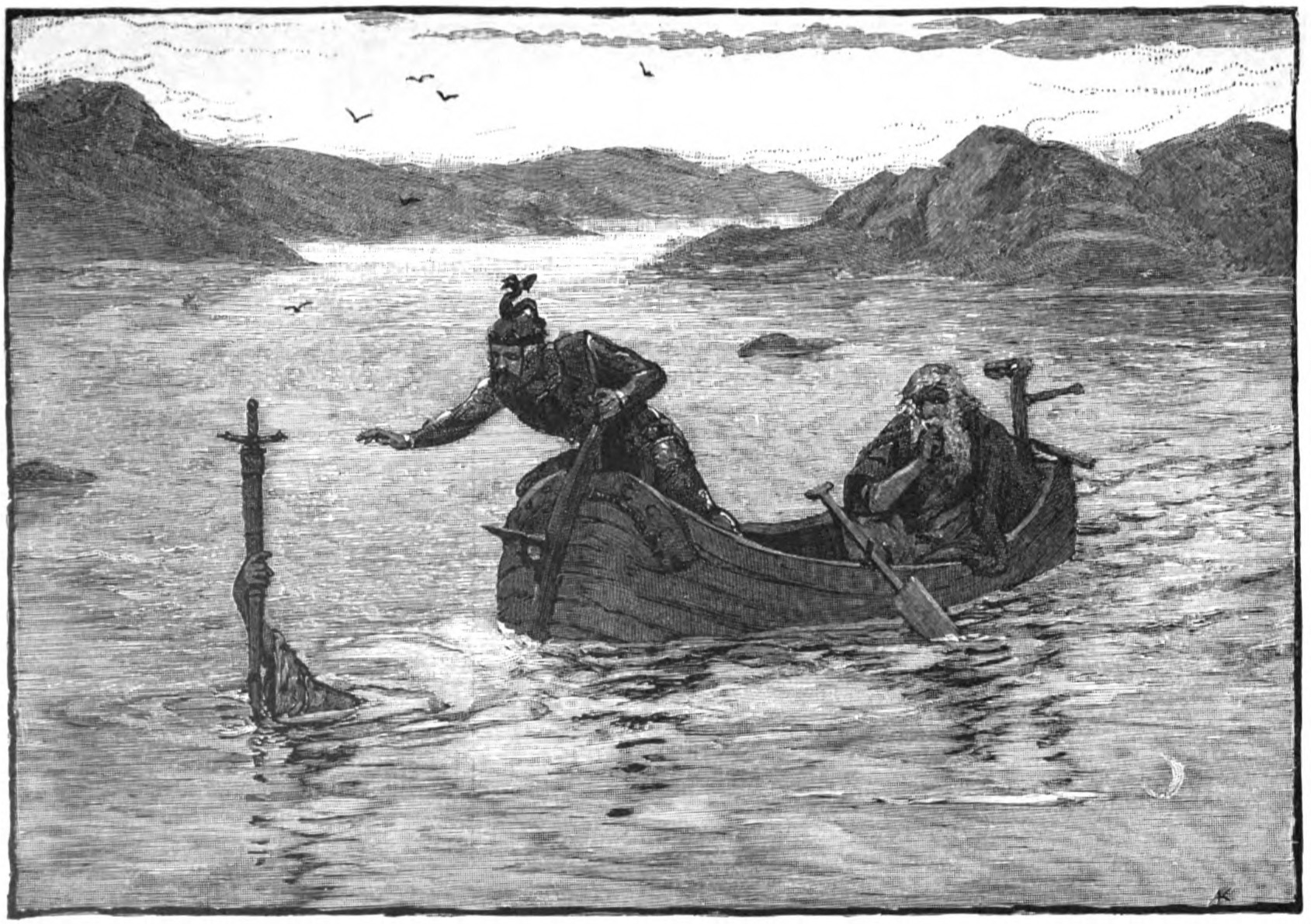
アーサー王にエクスカリバーを渡す「湖の乙女」

エクスカリバーをアーサー王に渡す
ペリノア王との戦いに敗北し、剣を折られたアーサー王に対し新しい剣（一般的にエクスカリバーと称される二本目の剣）を渡した。このとき、アーサー王に対し、「将来、自分の願いをなんでもいいから必ず一つかなえる」と約束させたとするものもある。
ベイリン卿に殺害される
エクスカリバーをアーサー王に渡した際の約束に基づき、ベイリン卿、あるいはベイリン卿の剣を持ってきた乙女の首をアーサー王に要求した。「湖の乙女」に恩があるアーサー王が悩んでいると、この要求に激怒したベイリン卿により、「湖の乙女」は首を刎ねられてしまう。詳細は不明だが、この「湖の乙女」は過去にベイリン卿の母親を殺害したことがあるらしい。また、これ以降も「湖の乙女」は相変わらず登場するため、「湖の乙女」が一人であったと考えることは困難である。
ランスロット卿の養育
父であるベンウィックのバン王の死後、彼に代わって18歳までランスロット卿を養育した。ランスロット卿の異名、「湖の騎士」はこれに由来している。ただ、版によればランスロット卿の母親から、ランスロット卿を強奪するというものもあり、まったくの善意から孤児を助けたというわけではないともいえる。
ペリノア王の冒険に登場する
アーサー王とグィネヴィア王妃の結婚式のとき、唐突に「白い鹿」と、「猟犬」、「乙女」が登場し、消えた。そこで、「白い鹿」はトー卿が、「猟犬」はガウェイン卿が、「乙女」はペリノア王が探索に出かける。このときの「乙女」はマロリー版では「湖の乙女」であったということになっている。
マーリンを監禁する
アーサー王とグィネヴィア王妃の結婚式に、突然白馬に乗って宮廷に現れ、「湖の乙女」に惚れたマーリンは、自分の知る魔法の全てを「湖の乙女」に伝えた後、嫌悪ゆえか、彼女はマーリンを魔法で魔法の森や空中楼閣に監禁してしまう。これがアーサー王の国力を大きく削ぐこととなった。
ペレアス卿と恋人になる
あるとき、ペレアス卿は恋の仲介をガウェイン卿に頼んだのだが、ガウェイン卿はペレアス卿の意中の婦人と同衾してしまう。これに激怒し、悲しみのあまり放浪していたペレアス卿に恋をした「湖の乙女」はペレアス卿に接近し、恋人同士になった。ペレアス卿に恋するあまり、「湖の乙女」は彼に危険が及ばないよう、槍試合においてはランスロット卿と同じチームにつかない限り、試合場にたどり着けないとの魔法を掛けた。このような「湖の乙女」の保護を得てか、ペレアス卿は安楽な最期を迎えることができたという。
エクスカリバーの帰還
カムランの戦いで瀕死の重傷を負ったアーサー王の代理人であるベディヴィアからエクスカリバーを回収した。このシーンが「アーサー王の死」を始めとするアーサー王物語の最後にかかわるシーンである。
アーサー王をアヴァロン島へ導く
アーサー王の死に際し、ヴィヴィアン、ニミュエ及びアーサー王の異父姉・モーガン（モルゲンや妖精モルガナ）が重傷を負ったアーサー王をアヴァロン島へと連れて行った。